# Premio Breach / Valdez de Periodismo y Derechos Humanos
El Premio Breach / Valdez de Periodismo y Derechos Humanos es un galardón para periodistas creado en 2018. Fue instaurado por diversos organismos de periodismo para honrar la memoria de los periodistas mexicanos Miroslava Breach y Javier Valdez, quienes fueron asesinados por consecuencia de su labor, e incentivar un periodismo de investigación basado en los derechos humanos.

## Historia
El premio fue creado en 2018, por la Oficina en México del Alto Comisionado de las Naciones Unidas para los Derechos Humanos (ONU-DH), el Centro de Información de las Naciones Unidas (CINU), por la UNODC y la oficina de la UNESCO en México, así como otras organizaciones de periodismo, como PRENDE, la Agencia de noticias France Presse (AFP) y el área de periodismo de la Universidad Iberoamericana.

El premio surgió como un homenaje para los periodistas mexicanos Miroslava Breach y Javier Valez, que fueron asesinados en 2017. Ambos se convirtieron en símbolos del periodismo en México, así como de la necesidad y urgencia de proteger la labor periodista en un país en donde esta labor es de gran riesgo. Asimismo, el galardón es un recordatorio a las autoridades mexicanas de que los crímenes en contra de periodistas permanecen impunes en México, y que es necesario combatir esa violencia. Durante la presentación del premio, Griselda Triana, comunicóloga y esposa de Javier Valdez, señaló:
Que este premio que hoy surge sirva para que todas y todos los periodistas valientes sigan dando la batalla porque su trabajo es una lucha constante contra un sistema que no sólo ha sido incapaz de brindar garantías para ejercer el periodismo, sino que los mata una vez más al no haber justicia.
En la primera edición, de 2018, el premio fue otorgado a una sola periodista, Daniela Rea, quien fue reconocida por su labor en torno a los temas de violencia y derechos humanos en México. Durante su discurso, Rea hizo mención de las familias de Javier Valdez, Miroslava Breach y de los periodistas asesinados en México. Asimismo, señaló: 
Este es un Premio que nos confronta e incomoda porque no debería existir, porque nadie debería morir por hacer su trabajo. Los periodistas siguen saliendo a la calle a pesar del miedo, de la enfermedad, física y emocional, a pesar de la pobreza, a pesar de las discusiones familiares por lo que implica ejercer este oficio que tanto queremos en un país como México. (…) Lo que estamos haciendo es un periodismo de la vida. Hablar de derechos humanos en este país es hablar de cómo se ha vaciado el significado de las palabras. Intentar nombrar, ese es también nuestro trabajo. (…) Aún tenemos miedo, pero aquí estamos, haciendo nuestro trabajo, intentando mantener el horizonte de un país más digno y más humano. Gracias Gris.
En 2020, la premiación de la tercera edición fue pospuesta, por la Pandemia de COVID-19, y también fue dedicado a todos los periodistas que trabajaban en condiciones de riesgo durante el periodo de confinamiento, arriesgando sus vidas para que las personas estuvieran informadas.
La edición de 2021 fue suspendida, por la Pandemia de COVID-19. En la cuarta edición, de 2022, se evaluaron 65 investigaciones periodísticas. Debido al contexto de la pandemia, el jurado podía elegir entre investigaciones periodísticas ocurridas entre 2020 y 2021.
Para la quinta edición del premio, en 2023, se recibieron 55 trabajos periodísticos. Asimismo, se premió una nueva categoría en Derechos de la Niñez y la Adolescencia, la cual fue entregada a Manu Ureste por su trabajo Niñez migrante, promesas de papel.

## Premio
El premio Breach / Valdez es un estímulo económico de 2000 dólares (el equivalente en pesos mexicanos), así como un viaje a París, Ginebra y Viena, para tener encuentros con organismos internacionales de prensa y derechos humanos. El galardonado o galardonada también recibe una beca para la Universidad Iberoamericana campus Santa Fe por un año para tomar seminarios, y poder recibir mentoría, el uso de instalación y asesorías para un proyecto de investigación en el campo del periodismo.

## Galardones

### 2018
- Daniela Rea, por su trabajo en el periodismo de derechos humanos, violencia, desaparición forzada, entre otros temas[10]

### 2019
- Primer lugar: Alejandra Guillén, Mago Torres, Marcela Turati, David Eads, Erika Lozano, Paloma Robles y Aranzazú Ayala, por el trabajo El país de las 2000 fosas, Quinto Elemento Lab, 2018[2]
- Mención honorífica: Carlos Omar Barranco, por Los Desplazados, Norte Digital y Revista Norte, 3 de septiembre de 2018[2]
- Dos menciones especiales:
  - Laura Castellanos, por Estos 108 mexicanos fueron asesinados por defender nuestros bosques y ríos, sitio mexico.com, 14 de noviembre de 2018[2]
  - Alejandra Guillén, por Los desaparecidos de Jalisco, Así como suena (pódcast), 17 de abril de 2018[2]

### 2020
- Primer lugar: Alejandra Crail, por el trabajo Matar a un hijo, Emeequis, 2019[11][5]
- Segundo lugar: Jesús Bustamante, por el trabajo El tortuoso camino de reportar y localizar a un desaparecido en Sinaloa, Desaparecidos en Sinaloa, 2019[11][5]
- Mención especial
  - Jonathan Lomelí, Evelyn Hyleann Olvera, Héctor Piña, Federico Monclova, Carlos Lemus y Fabricio, por el trabajo Eligen morir o matar, Informador.mx, 2020[5]

### 2022
Jurado: Mariclaire Acosta, Darío Fritz, María Idalia Gómez, Edison Lanza, Sara Lovera López, Blanche Petrich Moreno, José Reveles, Simona Raquel Santiago Maganda, Kau Sirenio Poquinto, Samir Tounsi y  Griselda Inés Triana López
- Gloria Piña, por Las sobrevivientes olvidadas por la justicia,[7][12] 2021
- Segundo lugar: Wendy Selene Pérez y Paula Mónaco Felipe, por Mirar nuestra muerte, mujer perito en México,[7][12] Gatopardo, 2020[13]
- Menciones especiales:
  - Gloria Muñoz Ramírez por el trabajo Samir sin reversa,[7] 2021
  - Ginnette Riquelme y María Verza por el trabajo Supervivientes de ataque con ácido en México unen fuerzas,[7] 2021

### 2023
Jurado: Mariclaire Acosta, Darío Fritz, María Idalia Gómez, Edison Lanza, Sara Lovera, Blanche Petrich, José Reveles, Simona Raquel Santiago, María Idalia Gómez, Kau Sireno, Griselda Triana
- Primer lugar: Ricardo Hernández, por el trabajo El otro Cancún: bravo, marginado, irregular, Gatopardo, 2022
- Segundo lugar: Wendy Selene Pérez, Paula Mónaco Felipe, Luis Brito y María Ruiz, por el trabajo El primer juicio por tráfico de ADN en México, Pie de Página, 2022
- Menciones especiales:
  - Francisco Javier Rodríguez Lozano por el trabajo Agrodesplazados: el costo de la cuenca lechera en La Laguna, semanario Vanguardia.
  - Ángeles Mariscal, Isabel Mateos y Elena Zepeda por el trabajo Bordar la vida en una zona de conflicto armado, Chiapas Paralelo
  - Mónica Cerbón por el trabajo Zacatecas: el nuevo epicentro de las desapariciones, Quinto Elemento Lab.
- Categoría Derechos de la Niñez y la Adolescencia
  - Jurado: César Espinoza Chávez, Manuel Hernández, Hérika Martínez, Griselda Triana, Javier Verdín y Mitzi Alejandra Zarate
  - Premio: Manu Ureste por Niñez migrante, promesas de papel, Animal Político
  - Mención especial: Blanca Juárez por Entre carreteras y campos agrícolas: un viaje a las infancias trabajadoras, El Economista